# 陈良 (明朝宦官)
陈良（1423年—1508年）， 字仲善，号崖庵，福建长乐人，成化时期的內官監太监、弘治时期的內官監太监。

## 生平
永乐二十一年（1423年），出生。
正统十四年（1449年），进入宫廷，明英宗命翰林儒臣教导。之后，奉命进入司礼监文书房供事。
天顺年间，担任奉御，为皇太子朱见深伴读。不久，改任针工局右副使，转任内官监左少监。
成化元年（1465年），明宪宗以公旧臣，仍侍奉左右。
成化六年（1470年），奉命与户部尚书薛远赈济饥荒，因功，晋升內官監太监。
成化十年（1474年），奉命领玺书，提督都城九门暨皇城四门。
弘治六年（1493年），大礼成后，因功，赏赐蟒衣、玉带。
正德元年（1506年），乞求退休养老。
正德三年（1508年），去世，享年86岁。

## 亲属
- 陈伟（从子）